# Діана Клафем
Діана Клафем  (англ. Diana Clapham, 8 червня 1957) — британська вершниця, олімпійська медалістка.

## Виступи на Олімпіадах
| Олімпіада         | Дисципліна           | Місце |
| ----------------- | -------------------- | ----- |
| Лос-Анджелес 1984 | триборство, особисті | 32    |
| Лос-Анджелес 1984 | триборство, командні | 2     |

## Зовнішні посилання
- Досьє на sport.references.com [Архівовано 16 грудня 2012 у Wayback Machine.]